# Guvernul Petre P. Carp (2)
Guvernul Petre P. Carp (2) a fost un consiliu de miniștri care a guvernat România în perioada 29 decembrie 1910 - 27 martie 1912.

## Componența
- Președintele Consiliului de Miniștri

Petre P. Carp (29 decembrie 1910 - 27 martie 1912)
- Ministrul de interne

Alexandru Marghiloman (29 decembrie 1910 - 27 martie 1912)
- Ministrul de externe

Titu Maiorescu (29 decembrie 1910 - 27 martie 1912)
- Ministrul finanțelor

Petre P. Carp (29 decembrie 1910 - 27 martie 1912)
- Ministrul justiției

Mihail G. Cantacuzino (29 decembrie 1910 - 27 martie 1912)
- Ministrul de război

Nicolae Filipescu (29 decembrie 1910 - 27 martie 1912)
- Ministrul cultelor și instrucțiunii publice

Constantin C. Arion (29 decembrie 1910 - 27 martie 1912)
- Ministrul industriei și comerțului

Dimitrie Nenițescu (29 decembrie 1910 - 27 martie 1912)
- Ministrul agriculturii și domeniilor

Ion Lahovari (29 decembrie 1910 - 27 martie 1912)
- Ministrul lucrărilor publice

Barbu Delavrancea (29 decembrie 1910 - 27 martie 1912)

## Sursa
- Stelian Neagoe - "Istoria guvernelor României de la începuturi - 1859 până în zilele noastre - 1995" (Ed. Machiavelli, București, 1995)